# Cohors I Lucensium (Syria)

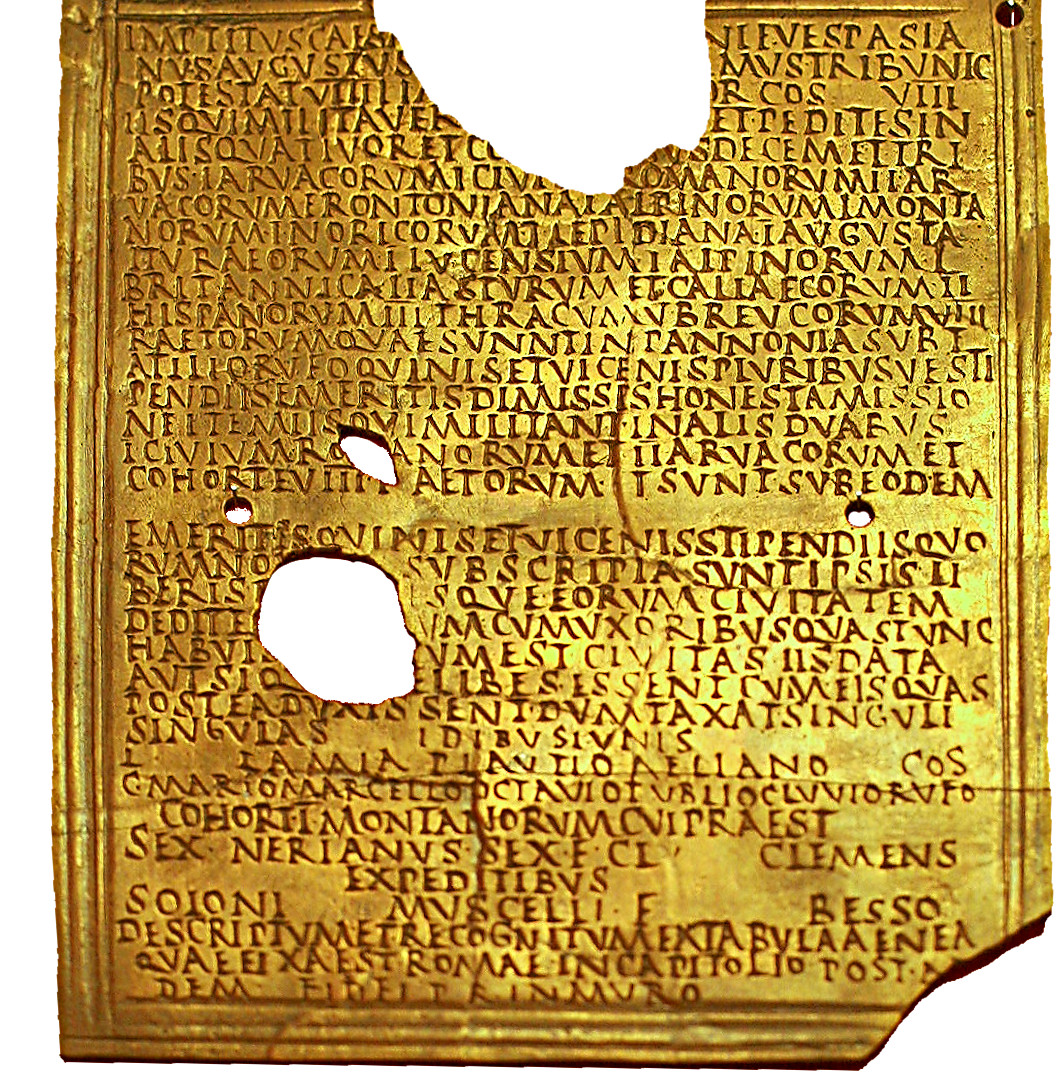
Das Militärdiplom vom 13. Juni 80 n. Chr.

Die Cohors I Lucensium [equitata] (deutsch 1. Kohorte aus dem conventus Lucensis [teilberitten]) war eine römische Auxiliareinheit. Sie ist durch Militärdiplome und Inschriften belegt.

## Namensbestandteile
- Cohors: Die Kohorte war eine Infanterieeinheit der Auxiliartruppen in der römischen Armee.

- I: Die römische Zahl steht für die Ordnungszahl die erste (lateinisch prima). Daher wird der Name dieser Militäreinheit als Cohors prima .. ausgesprochen.

- Lucensium: aus dem conventus Lucensis. Die Soldaten der Kohorte wurden bei Aufstellung der Einheit auf dem Gebiet des conventus (iuridicus) Lucensis (mit der Hauptstadt Lucus Augusti) rekrutiert.[1][2]

- equitata: teilberitten. Die Einheit war ein gemischter Verband aus Infanterie und Kavallerie.

Da es keine Hinweise auf den Namenszusatz milliaria (1000 Mann) gibt, war die Einheit eine Cohors quingenaria equitata. Die Sollstärke der Kohorte lag bei 600 Mann (480 Mann Infanterie und 120 Reiter), bestehend aus 6 Centurien Infanterie mit jeweils 80 Mann sowie 4 Turmae Kavallerie mit jeweils 30 Reitern.

## Geschichte
Die Kohorte war in den Provinzen Dalmatia und Syria stationiert. Sie ist auf Militärdiplomen für die Jahre 88 bis 153 n. Chr. aufgeführt.
Die Einheit war im 1. Jhd. n. Chr. in Dalmatia stationiert, wo sie durch Inschriften belegt ist. Möglicherweise wurde sie um 80 auch in der Provinz Pannonia stationiert. Zu einem unbestimmten Zeitpunkt wurde die Kohorte nach Syria verlegt, wo sie erstmals durch ein Diplom nachgewiesen ist, das auf 88 datiert ist. In dem Diplom wird die Kohorte als Teil der Truppen (siehe Römische Streitkräfte in Syria) aufgeführt, die in der Provinz stationiert waren. Weitere Diplome, die auf 91 bis 153 datiert sind, belegen die Einheit in derselben Provinz.
Eine Vexillation der Kohorte nahm am Partherkrieg des Lucius Verus (161–166) teil. Sie wird in einer Inschrift als Teil der Einheiten aufgelistet, die unter der Leitung von Marcus Valerius Lollianus standen. In der Inschrift steht, dass Lollianus Kommandeur in Mesopotamia über Abteilungen ausgewählter Reiter der Alen […] und der Kohorten gewesen ist.

## Standorte
Standorte der Kohorte in Dalmatia waren möglicherweise:
| - Bigeste (Humac): zwei Inschriften wurden hier gefunden. | - Promona (Tepljuh): eine Inschrift wurde hier gefunden. |

## Angehörige der Kohorte
Folgende Angehörige der Kohorte sind bekannt.

### Kommandeure
| - Calp[urnius] Ma[ximus], ein Präfekt (CIL 3, 8736) | - Titus Statilius Optatus, ein Präfekt |

### Sonstige
| - Andamionius, ein Reiter (CIL 3, 8486) - Flavus, ein Soldat (CIL 3, 9834) | - Gav[i]llius (CIL 3, 8486) - Rufus, ein Soldat (CIL 3, 8492) |